# Istituto per la vigilanza sulle assicurazioni
L'Istituto per la Vigilanza sulle Assicurazioni (noto con l'acronimo IVASS) è un'autorità amministrativa indipendente che esercita la vigilanza sul mercato assicurativo italiano, per garantirne la stabilità e tutelare il consumatore.

## Storia
È stato istituito con il decreto legge 6 luglio 2012 n. 95, convertito in  legge 7 agosto 2012 n. 135 (noto come spending review) andando a sostituire il precedente ISVAP. La norma ha introdotto una nuova formula di governance, integrata parzialmente con quella della Banca d'Italia, allo scopo di assicurare la piena integrazione dell'attività di vigilanza assicurativa con uno stretto collegamento con la vigilanza bancaria.
Il 2 gennaio 2013 il direttorio integrato ha approvato l'attribuzione delle deleghe al Presidente e al Consiglio.

## Caratteristiche
L'IVASS è presieduto dal direttore generale della Banca d'Italia, incarico attualmente ricoperto da Luigi Federico Signorini.
L'Istituto opera sulla base di principi di autonomia organizzativa, finanziaria e contabile, oltre che di trasparenza ed economicità, per garantire la stabilità e il buon funzionamento del sistema assicurativo e la tutela dei consumatori.

## Struttura
In base allo statuto, organi dell'IVASS sono:
- il presidente
- il consiglio, che si compone del presidente e di due consiglieri
- il direttorio integrato, che è costituito dal governatore della Banca d'Italia, che lo presiede, dagli altri membri del direttorio della Banca d'Italia e dai due consiglieri dell'IVASS

## Funzioni
L'IVASS ha diverse funzioni, indicate dal Codice delle assicurazioni private, il d. lgs. 7 settembre 2005, n. 209. Negli anni novanta il predecessore ISVAP si è visto riconoscere poteri sempre crescenti, fino all'art. 2 del decreto legislativo 13 ottobre 1998, n. 373, con cui sono state attribuite all'autorità tutte le funzioni in materia assicurativa che prima erano di competenza del Ministero dello Sviluppo Economico e del CIPE, rendendola così un'autorità veramente indipendente dal Governo.
Funzioni principali dell'IVASS:
- controlla la gestione tecnica, finanziaria, patrimoniale e contabile delle imprese di assicurazione
- vigila sull'osservanza delle leggi e dei regolamenti in materia assicurativa da parte delle imprese e degli agenti
- rileva i dati di mercato necessari per la formazione delle tariffe e delle condizioni di polizza
- fornisce al Ministro dello Sviluppo Economico una relazione annuale sulla politica assicurativa, un parere settoriale, proposte di risanamento presentate dalle società assicurative
- collabora con le altre autorità indipendenti, per assicurare il corretto esercizio delle rispettive funzioni
- partecipa alla determinazione dell'indirizzo amministrativo del settore (legge 9 gennaio 1991, n. 20)
- autorizza l'esercizio dell'attività assicurativa (art. 4, d.P.R. 18 aprile 1994, n. 385)
- assicura la trasparenza dell'offerta agli utenti (legge 5 marzo 2001, n. 57)
- raccoglie i reclami presentati nei confronti delle imprese assicurative, li censisce in un registro dei reclami (circ. Isvap 518/D, 21/11/2003), agevola la corretta esecuzione dei contratti assicurativi e facilita la soluzione delle questioni che gli vengono sottoposte intervenendo nei confronti dei soggetti vigilati con provvedimenti e sanzioni
- monitora le richieste di risarcimento inoltrate a tutti gli istituti assicurativi in attività sul territorio italiano al fine di prevenire truffe e abusi. A tal fine dal 10 giugno 2016 ha attivato l’archivio integrato antifrode, un database a partire dal quale è possibile rilevare la ricorrenza di nominativi di privati e professionisti che con frequenza insolita sono coinvolti nelle diverse tipologie di sinistro.[5]